# Akademia Dobra i Zła (cykl)
Akademia dobra i zła – seria książek fantasy autorstwa Somana Chainaniego opowiadająca o losach dwóch nastolatek, Sofii i Agaty, które zostały porwane ze swojego świata i umieszczone w Akademii Dobra i Zła w krainie baśni. Na miejscu dochodzi jednak do nieporozumienia: piękna, sympatyczna i uczynna Sofia zostaje uczennicą Akademii Zła, mającej kształcić przyszłe czarne charaktery, a brzydka, ponura i złośliwa Agata zostaje zapisana w poczet uczniów Akademii Dobra, która przygotowuje przyszłych książąt i księżniczki, by w swoich baśniach zmierzyli się ze złoczyńcami z przeciwnej szkoły. Okazuje się, że zaistniała sytuacja nie jest pomyłką tajemniczego Dyrektora Akademii, a próbą pokazania, jakie naprawdę są dziewczyny.

## Książki
1. Akademia Dobra i Zła (2013)
2. Akademia Dobra i Zła: Świat bez książąt (2014)
3. Akademia Dobra i Zła: Długo i szczęśliwie (2015)
4. Akademia Dobra i Zła: Droga do chwały (2017)
5. Akademia Dobra i Zła: Kryształ czasu (2019)
6. Akademia Dobra i Zła: Jedyny prawdziwy król (2020)

Seria dzieli się na dwie trylogie: pierwsze trzy części wchodzą w skład Czasów Szkoły, a książki 4-6 tworzą Czasy Camelotu.
Soman Chainani wydał też w 2016 The Ever Never Handbook, w którym znalazły się ciekawostki na temat miejsc pojawiających się Czasach Szkoły i zbiór rysunków przedstawiających bohaterów powieści i miejsca w niej ukazane.

## Bohaterowie
Sofia z Lasu Za Światem – ulubiona bohaterka Chainaniego, dziewczyna obdarzona niesamowitą urodą i wdziękiem osobistym, będąca jednak bezwzględną egoistką, idącą po trupach do celu. Od małego marzyła, aby zostać porwana do Akademii, ponieważ nigdy nie potrafiła wyobrazić sobie życia jako "normalna" osoba. Kiedy trafia do Akademii Zła, nie akceptuje zaistniałej sytuacji i próbuje przenieść się do Akademii Dobra, gdzie miałaby możliwość zdobycia księcia i zostania słynną księżniczką. Traktuje ludzi bardzo przedmiotowo, można nazwać ją wręcz socjopatką, przyjaźń z Agatą traktowała jako okazję do zaprezentowania się Dyrektorowi Akademii z "dobrej" strony.  Na początku przystaje na plan Agaty, aby wrócić do domu, jednak kiedy znajduje szansę rozkochania w sobie Tedrosa, przyszłego króla Camelotu, rezygnuje z całego pomysłu, by spełnić swoje marzenia.
Agata z Lasu Za Światem – bardzo skryta dziewczyna, która celowo unika kontaktu z innymi ludźmi. Znajomość z Sofią była jej jedyną poważną relacją w życiu. Mieszka z matką poza miastem, w okolicy cmentarza i jest traktowana przez pozostałych mieszkańców jako dziwadło, co sprawia jej przyjemność. Kiedy znalazła się w Akademii Dobra, próbowała na wszystkie sposoby wrócić do domu, jednak rezygnacja Sofii z jej planu pokrzyżowała jej zamiary. Jest bardzo dobrą uczennicą, a także pomaga w lekcjach Sofii tak, aby nie została ona ukarana za złe wyniki w nauce. Jest niezwykle empatyczna i wrażliwa, ale także bardzo zakompleksiona na swoim punkcie.
Tedros z Camelotu – syn króla Artura i Ginewry, w książce jest sierotą: jego matka uciekła z zamku wraz z Lancelotem, kiedy chłopak miał 8 lat, a  jego ojciec załamał się i popadł w alkoholizm, przez co wziął niepotrzebnie udział w wielkiej bitwie, w której zginął, gdy chłopak miał 10 lat. Od tego momentu książę nikomu nie ufa i jest niezwykle samotny, chociaż otacza go grono podziwiających go nastolatków. Jest prymusem i najpopularniejszym uczniem w szkole, a jego uroda zwróciła uwagę Sofii, która postanowiła rozkochać w sobie chłopaka.

## Odbiór i nagrody
Książka otrzymała bardzo pozytywne recenzje od takich gazet jak The Guardian, Miami Herald, a także znalazła się na liście bestsellerów New York Timesa.
Wytwórnia Universal Pictures podjęła się wyprodukowania filmu na podstawie pierwszej części serii. Data jego premiery nie jest znana.